# Super G masculin de ski alpin aux Jeux olympiques de 2022
Navigation
Pyeongchang 2018 Milan-Cortina 2026
Le Super G hommes des Jeux olympiques d'hiver de 2022 a lieu le 8 février 2022  sur le domaine de Xiaohaituo situé dans le district de Yanqing, en Chine.  
Matthias Mayer conserve le titre qu'il avait gagné en 2018 dans la discipline et devient triple champion olympique, puisqu'il s'était aussi imposé en descente lors des Jeux de Sotchi 2014. Le skieur autrichien est donc médaillé d'or dans les trois Jeux qu'il a disputés, à quoi s'ajoute le bronze en descente gagné la veille sur la piste « Rock ».  
Pour  Ryan Cochran-Siegle, en argent à seulement 4/100e et le grand favori Aleksander Aamodt Kilde, en bronze à 42/100e, il s'agit de leur premier podium olympique. 
Marco Odermatt, l'autre grand favori, commet une grosse faute sur le bas du parcours, alors qu'il était en avance sur Mayer au dernier temps intermédiaire, et est éliminé. Quant à Beat Feuz, titré la veille en descente, il sort après seulement quelques secondes de course. 

## Médaillés
| Or                   | Argent                    | Bronze                        |
| Matthias Mayer (AUT) | Ryan Cochran-Siegle (USA) | Aleksander Aamodt Kilde (NOR) |

## Résultats
| Rang                                | Dossard                      | Athlète                  | Nationalité   | Résultat      | Différence |
| ----------------------------------- | ---------------------------- | ------------------------ | ------------- | ------------- | ---------- |
| Médaille d'or, Jeux olympiques      | 13                           | Matthias Mayer           | Autriche      | 1 min 19 s 94 |            |
| Médaille d'argent, Jeux olympiques  | 14                           | Ryan Cochran-Siegle      | États-Unis    | 1 min 19 s 98 | + 0 s 04   |
| Médaille de bronze, Jeux olympiques | 7                            | Aleksander Aamodt Kilde  | Norvège       | 1 min 20 s 36 | + 0 s 42   |
| 4                                   | 10                           | Adrian Smiseth Sejersted | Norvège       | 1 min 20 s 68 | + 0 s 74   |
| 5                                   | 11                           | Vincent Kriechmayr       | Autriche      | 1 min 20 s 70 | + 0 s 76   |
| 6                                   | 16                           | James Crawford           | Canada        | 1 min 20 s 79 | + 0 s 85   |
| 7                                   | 8                            | Romed Baumann            | Allemagne     | 1 min 21 s 10 | + 1 s 16   |
| 8                                   | 17                           | Andreas Sander           | Allemagne     | 1 min 21 s 21 | + 1 s 27   |
| 9                                   | 28                           | Blaise Giezendanner      | France        | 1 min 21 s 26 | + 1 s 32   |
| 10                                  | 25                           | Trevor Philp             | Canada        | 1 min 21 s 34 | + 1 s 40   |
| 11                                  | 3                            | Alexis Pinturault        | France        | 1 min 21 s 36 | + 1 s 42   |
| 12                                  | 5                            | Travis Ganong            | États-Unis    | 1 min 21 s 37 | + 1 s 43   |
| 13                                  | 21                           | Simon Jocher             | Allemagne     | 1 min 21 s 52 | + 1 s 58   |
| 14                                  | 1                            | Stefan Rogentin          | Suisse        | 1 min 21 s 57 | + 1 s 63   |
| 15                                  | 33                           | River Radamus            | États-Unis    | 1 min 21 s 63 | + 1 s 69   |
| 16                                  | 4                            | Gino Caviezel            | Suisse        | 1 min 21 s 76 | + 1 s 82   |
| 17                                  | 22                           | Bryce Bennett            | États-Unis    | 1 min 21 s 80 | + 1 s 86   |
| 18                                  | 12                           | Josef Ferstl             | Allemagne     | 1 min 22 s 16 | + 2 s 22   |
| 18                                  | 23                           | Matteo Marsaglia         | Italie        | 1 min 22 s 16 | + 2 s 22   |
| 20                                  | 32                           | Boštjan Kline            | Slovénie      | 1 min 22 s 55 | + 2 s 61   |
| 21                                  | 6                            | Dominik Paris            | Italie        | 1 min 22 s 62 | + 2 s 68   |
| 22                                  | 40                           | Joan Verdú Sánchez       | Andorre       | 1 min 22 s 92 | + 2 s 98   |
| 23                                  | 24                           | Kjetil Jansrud           | Norvège       | 1 min 23 s 00 | + 3 s 06   |
| 24                                  | 38                           | Nejc Naraločnik          | Slovénie      | 1 min 23 s 08 | + 3 s 14   |
| 25                                  | 36                           | Jan Zabystřan            | Tchéquie      | 1 min 23 s 09 | + 3 s 15   |
| 26                                  | 27                           | Nils Allègre             | France        | 1 min 23 s 24 | + 3 s 30   |
| 27                                  | 34                           | Henrik von Appen         | Chili         | 1 min 23 s 55 | + 3 s 61   |
| 28                                  | 37                           | Marco Pfiffner           | Liechtenstein | 1 min 23 s 66 | + 3 s 72   |
| 29                                  | 31                           | Rasmus Windingstad       | Norvège       | 1 min 24 s 15 | + 4 s 21   |
| 30                                  | 43                           | Barnabás Szőllős         | Israël        | 1 min 24 s 28 | + 4 s 34   |
| 31                                  | 41                           | Arnaud Alessandria       | Monaco        | 1 min 24 s 68 | + 4 s 74   |
| 32                                  | 45                           | Ivan Kovbasnyuk          | Ukraine       | 1 min 25 s 56 | + 5 s 62   |
| 33                                  | 46                           | Zhang Yangming           | Chine         | 1 min 29 s 39 | + 9 s 45   |
| 34                                  | 35                           | Marko Vukićević          | Serbie        | 1 min 29 s 45 | + 9 s 51   |
|                                     | 2                            | Matthieu Bailet          | France        | DNF           | DNF        |
| 9                                   | Marco Odermatt               | Suisse                   |               | DNF           | DNF        |
| 15                                  | Beat Feuz                    | Suisse                   |               | DNF           | DNF        |
| 18                                  | Christof Innerhofer          | Italie                   |               | DNF           | DNF        |
| 19                                  | Raphael Haaser               | Autriche                 |               | DNF           | DNF        |
| 20                                  | Max Franz                    | Autriche                 |               | DNF           | DNF        |
| 26                                  | Broderick Thompson           | Canada                   |               | DNF           | DNF        |
| 29                                  | Brodie Seger                 | Canada                   |               | DNF           | DNF        |
| 30                                  | Miha Hrobat                  | Slovénie                 |               | DNF           | DNF        |
| 39                                  | Jack Gower                   | Irlande                  |               | DNF           | DNF        |
| 42                                  | Adur Etxezarreta             | Espagne                  |               | DNF           | DNF        |
| 44                                  | Simon Breitfuss Kammerlander | Bolivie                  |               | DNF           | DNF        |
| 47                                  | Xu Mingfu                    | Chine                    |               | DNF           | DNF        |